# Дракула (растение)
Вижте пояснителната страница за други значения на Дракула.
Дракула (Dracula) са род растения от семейство орхидеи (Orchidaceae).
Името буквално означава „малък дракон“, намек за митичния граф Дракула, герой във вампирски романи и филми. Името е дадено на рода заради кървавочервения цвят на някои от видовете и заради „зловещата“ форма на чашелистчетата.

## Разпространение и местообитание
Орхидеите от този род са разпространени в Мексико, Централна Америка, Колумбия, Еквадор и Перу. Често отделните видове са ендемични - срещат се в определени географски райони, понякога дори само в една планина или долина.
Дракулите растат на височина от 1500 до 2000 метра надморското равнище по гористите склонове на Кордилерите – обикновено по стволовете на големи дървета, не по-високи от три метра от земята, а понякога и на земята. Те не понасят промени в условията на съществуване, т.е. ако дървото, на което е било разположено растението, падне по естествени причини или бъде отсечено, орхидеята бързо загива.
Природните условия, в които растат дракулите, се характеризират с висока влажност, чести дъждове, ниски нива на осветеност и доста ниски температури.

## Описание
Представителите на този род са сравнително ниски растения с къси стъбла и дълги листа. Листата могат да имат гъбеста структура, а цветът им е от светло до тъмно зелен.
Различните видове се различават значително по форма и цвят, но общото между тях е, че три чашелистчета са свързани в основата по такъв начин, че да образуват купа, докато техните върхове са удължени и разперени навън. Тези израстъци често са покрити с косми.
Венчелистчетата са малки и дебели.

## В културата
Дракулите са били популярни оранжерийни растения в Европа в края на XIX век. Тяхната рядкост и готическа форма са направили тези растения скъпа и ценна покупка.
Тези растения се поддават на отглеждане, но те няма да растат в климат, който е много различен от този на естествените местообитания. Неподходящите условия водят до появата на петна, изсъхване на върховете на листата и преждевременно падане на цветове. Оранжерията трябва да е доста студена и да е оборудвана с големи вентилатори и климатици, като максималната дневна температура не трябва да надвишава 25 °C.
Растенията се отглеждат най-добре в дървени кошници или пластмасови саксии за водни растения. За да се поддържа мъха в добро състояние, е важно да се използва само дъждовна вода за напояване.
Средната температура, при които растат повечето видове, е около 15 °C, а относителната влажност на въздуха – около 70–90%.

## Видове
Родът включва около 120 вида орхидеи:
- Dracula adrianae Luer, (1998)
- Dracula agnosia A.Doucette, (2012)
- Dracula alcithoe Luer & R.Escobar, (1981)
- Dracula amaliae Luer & R.Escobar, (1978)
- Dracula andreettae (Luer) Luer, (1978)
- Dracula anthracina Luer & R.Escobar, (1982)
- Dracula antonii Luer, (2002)
- Dracula aphrodes Luer & R.Escobar, (1989)
- Dracula astuta (Rchb.f.) Luer, (1978)
- Dracula barrowii Luer, (2002)
- Dracula bella (Rchb.f.) Luer, (1978)
- Dracula bellerophon Luer & R.Escobar, (1978)
- Dracula benedictii (Rchb.f.) Luer, (1978)
- Dracula berthae Luer & R.Escobar, (1979)
- Dracula brangeri Luer, (1986)
- Dracula callithrix N.Peláez et al., (2009)
- Dracula carcinopsis Luer & R.Escobar, (1989)
- Dracula carlueri Hermans & P.J.Cribb, (1997)
- Dracula chestertonii (Rchb.f.) Luer, (1978)
- Dracula chimaera (Rchb.f.) Luer, (1978)
- Dracula chiroptera Luer & Malo, (1978)
- Dracula christineana Luer, (2002)
- Dracula circe Luer & R.Escobar, (1981)
- Dracula citrina Luer & R.Escobar, (1982)
- Dracula cochliops Luer & R.Escobar, (1979)
- Dracula cordobae Luer, (1979)
- Dracula cutis-bufonis Luer & R.Escobar, (1978)
- Dracula dalessandroi Luer, (1989)
- Dracula dalstroemii Luer, (1984)
- Dracula decussata Luer & R.Escobar, (1978)
- Dracula deltoidea (Luer) Luer, (1978)
- Dracula deniseana Luer, (2002)
- Dracula dens-canis N.Peláez, (2006)
- Dracula diabola Luer & R.Escobar, (1979)
- Dracula diana Luer & R.Escobar, (1981)
- Dracula dodsonii (Luer) Luer, (1978)
- Dracula erythrochaete (Rchb.f.) Luer, (1978)
- Dracula erythrocodon Luer & Dalström, (2007)
- Dracula exasperata Luer & R.Escobar, (1989)
- Dracula fafnir Luer, (1993)
- Dracula felix (Luer) Luer, (1978)
- Dracula fernandezii Cavestro, (2013)
- Dracula fuligifera Luer, (1991)
- Dracula fuliginosa (Luer) Luer, (1978)
- Dracula gastrophora Luer & Hirtz, (1989)
- Dracula gerhardii Luer & Sijm, (2011)
- Dracula gigas (Luer & Andreetta) Luer, (1978)
- Dracula gorgona A.H.Kent et al., (1978)
- Dracula gorgonella Luer & R.Escobar, (1981)
- Dracula hawleyi Luer, (1978)
- Dracula hirsuta Luer & Andreetta, (1980)
- Dracula hirtzii Luer, (1979)
- Dracula houtteana (Rchb.f.) Luer, (1978)
- Dracula immunda A.Doucette, (2011)
- Dracula inaequalis (Rchb.f.) Luer & R.Escobar, (1982)
- Dracula incognita Luer & R.Escobar, (1989)
- Dracula inexperata Pupulin, (2001)
- Dracula insolita Luer & R.Escobar, (1989)
- Dracula iricolor Luer et al., (1982)
- Dracula janetiae Luer, (1978)
- Dracula kareniae Luer & Dalström, (1997)
- Dracula lafleurii Luer & Dalström, (1993)
- Dracula lehmanniana Luer & R.Escobar, (1982)
- Dracula lemurella Luer & R.Escobar, (1981)
- Dracula leonum Luer, (1979)
- Dracula levii Luer, (1978)
- Dracula ligiae Luer & R.Escobar, (1989)
- Dracula lindstroemii Luer & Dalström, (1991)
- Dracula lotax (Luer) Luer, (1978)
- Dracula maduroi Luer, (2004)
- Dracula mantissa Luer & R.Escobar, (1979)
- Dracula marieae Cavestro & J.Fernandez, (2016)
- Dracula marinii Baquero, (2013)
- Dracula marsupialis Luer & Hirtz, (1986)
- Dracula mendozae Luer & V.N.M.Rao, (2004)
- Dracula minax Luer & R.Escobar, (1981)
- Dracula mopsus (F.Lehm. & Kraenzl.) Luer, (1978)
- Dracula morleyi Luer & Dalström, (1993)
- Dracula navarroorum Luer & Hirtz, (1993)
- Dracula nigritella Luer, (2002)
- Dracula nosferatu Luer & R.Escobar, (1989)
- Dracula nycterina (Rchb.f.) Luer, (1978)
- Dracula octavioi Luer & R.Escobar, (1979)
- Dracula olmosii Luer & Maduro, (1999)
- Dracula ophioceps Luer & R.Escobar, (1978)
- Dracula orientalis Luer & R.Escobar, (1982)
- Dracula ortiziana Luer & R.Escobar, (1993)
- Dracula papillosa Luer & Dodson, (1993)
- Dracula pholeodytes Luer & R.Escobar, (1982)
- Dracula pileus Luer & R.Escobar, (1979)
- Dracula polyphemus (Luer) Luer, (1978)
- Dracula portillae Luer & Andreetta, (1980)
- Dracula posadarum Luer & R.Escobar, (1981)
- Dracula presbys Luer & R.Escobar, (1993)
- Dracula psittacina (Rchb.f.) Luer & R.Escobar, (1993)
- Dracula psyche (Luer & Andreetta) Luer, (1978)
- Dracula pubescens Luer & Dalström, (1994)
- Dracula pusilla (Rolfe) Luer, (1978)
- Dracula radiosa (Rchb.f.) Luer, (1978)
- Dracula rezekiana Luer & R.Hawley, (1979)
- Dracula ripleyana Luer, (1979)
- Dracula robledorum (P.Ortiz) Luer & R.Escobar, (1978)
- Dracula roezlii (Rchb.f.) Luer, (1978)
- Dracula rojasii N.Peláez et al., (2009)
- Dracula saulii Luer & Sijm, (2006)
- Dracula schudelii Luer & Hirtz, (1999)
- Dracula senex-furens N.Peláez et al., (2009)
- Dracula sergioi Luer & R.Escobar, (1978)
- Dracula severa (Rchb.f.) Luer, (1978)
- Dracula sibundoyensis Luer & R.Escobar, (1979)
- Dracula sijmii Luer, (2002)
- Dracula simia (Luer) Luer, (1978)
- Dracula smaug Baquero & Gary Mey., (2014)
- Dracula sodiroi (Schltr.) Luer, (1978)
- Dracula soennemarkii Luer & Dalström, (2012)
- Dracula spectrum (Rchb.f.) A.Doucette, (2012)
- Dracula syndactyla Luer, (1981)
- Dracula terborchii Luer & Hirtz, (1999)
- Dracula tobarii Luer & Hirtz, (2012)
- Dracula trigonopetala Gary Mey et al., (2012)
- Dracula trinympharum Luer, (1993)
- Dracula tsubotae Luer, (2002)
- Dracula tubeana (Rchb.f.) Luer, (1978)
- Dracula ubangina Luer & Andreetta, (1980)
- Dracula vampira (Luer) Luer, (1978)
- Dracula veleziana Luer & V.N.M.Rao, (2005)
- Dracula velutina (Rchb.f.) Luer, (1978)
- Dracula venefica Luer & R.Escobar, (1981)
- Dracula venosa (Rolfe) Luer, (1978)
- Dracula verticulosa Luer & R.Escobar, (1989)
- Dracula vespertilio (Rchb.f.) Luer, (1978)
- Dracula vierlingii Luer & Sijm, (2012)
- Dracula villegasii Königer, (1999)
- Dracula vinacea Luer & R.Escobar, (1978)
- Dracula vlad-tepes Luer & R.Escobar, (1981)
- Dracula wallisii (Rchb.f.) Luer, (1978)
- Dracula woolwardiae (F.Lehm. & Kraenzl.) Luer, (1978)
- Dracula xenos Luer & R.Escobar, (1989)

## Галерия
- Dracula trichroma
- Dracula vampira
- Dracula erythrochaete
- Dracula diabola
- Dracula robledorum
- Dracula chimaera
- Dracula benedictii